# 拉奎瓦 (新墨西哥州桑多瓦爾縣)
拉奎瓦（英語：La Cueva）是位於美國新墨西哥州桑多瓦爾縣的普查規定居民點。

## 人口
根據2020年美國人口普查的數據，拉奎瓦的面積為4.27平方千米，皆為陸地。當地共有人口176人，而人口密度為每平方千米41.22人。